# Edmund Conen
Edmund Conen (Ürzig, 1914. november 10. – Leverkusen, 1990. március 5.) világbajnoki bronzérmes német labdarúgó, csatár, edző.

## Pályafutása

### Klubcsapatban
1924-ben az SV Ürzig csapatában kezdte a labdarúgást. majd 1928-tól  az FV 03 Saarbrücken korosztályos csapataiban szerepelt. 1963-ban mutatkozott be az első csapatban, ahol 1935-ig játszott. 1938 és 1943 között Stuttgarter Kickers labdarúgója volt. A második világháború idején vendégjátékosként szerepelt 1943–44-ben a francia FC Mulhouse, majd 1944-ben a hazai Heeres-SV Groß Born csapataiban.
1945-ben a SG Hermsdorf játékosa volt. 1945 és 1950 között ismét a Stuttgarter Kickers csapatában szerepelt. 1950 és 1952 között játékos-edzőként a svájci Young Fellows Zürich együttesében játszott.

### A válogatottban
1938 és 1942 között 28 alkalommal szerepelt a német válogatottban és 27 gólt szerzett. Részt vett az 1934-es olaszországi világbajnokságon, ahol bronzérmet szerzett a csapattal.

### Edzőként
1950-ben játékos-edzőként a svájci Young Fellows Zürich csapatánál kezdte edzői pályafutását. 1952 és 1956 között az Eintracht Braunschweig, 1956–57-ben a Wuppertaler SV, majd 1957 és 1959 között a Bayer Leverkusen vezetőedzője volt. Ezt követően az alacsonyabb osztályú SV Schlebusch, majd 1970 és 1973 között a BV Opladen szakmai munkáját irányította.

## Sikerei, díjai
Németország
- Világbajnokság
  - bronzérmes: 1934, Olaszország